# Aglaopus centiginosa
Aglaopus centiginosa är en fjärilsart som beskrevs av Lucas 1898. Aglaopus centiginosa ingår i släktet Aglaopus och familjen Thyrididae. Inga underarter finns listade i Catalogue of Life.